# Tim Dakin

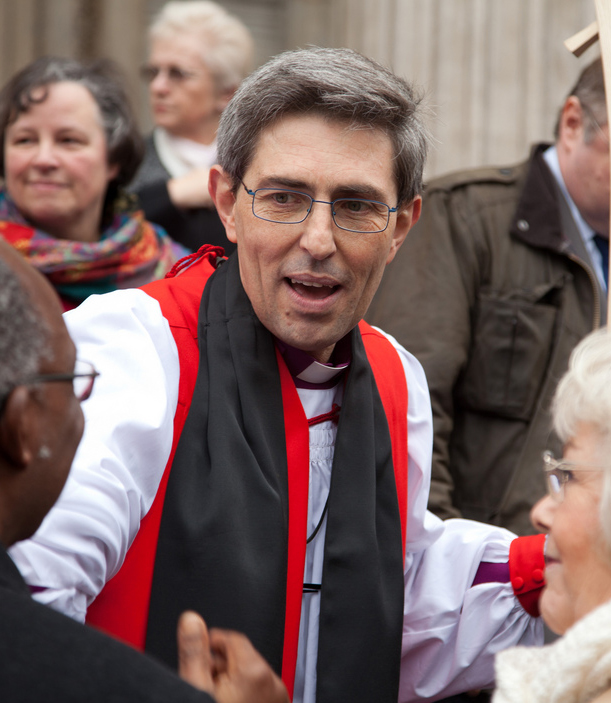
Bischof Timothy John Dakin im Jahr 2012

Timothy John „Tim“ Dakin (* 6. Februar 1958 in Tansania) ist ein britischer anglikanischer Theologe. Er war von 2011 bis Februar 2022 Bischof von Winchester in der Church of England.

## Leben
Dakin wurde in Ostafrika geboren, dort waren seine Eltern als christliche Missionare in Tansania und Kenia tätig. Er besuchte den Kindergarten in Nairobi; er wuchs teilweise in Ostafrika, teilweise in verschiedenen Kirchengemeinden in Großbritannien auf.
Er studierte Theologie am University College of Saint Mark and Saint John in Plymouth und am King’s College der University of London, wo er mit dem Master im Fach Theologie abschloss. Weiterführende Studien absolvierte er am Christ Church College der University of Oxford. 1993 wurde er zum Diakon geweiht. 1994 folgte die Weihe zum Priester.
Nach seinem Studium kehrte Dakin nach Afrika zurück. Er war von 1993 bis 2000 Rektor (Principal) des Carlile College in Nairobi, einem College in der Trägerschaft der Church Army, welches sowohl eine theologische Fakultät als auch eine wirtschaftswissenschaftliche Fakultät (Business School) unterhielt. Gleichzeitig war er Vikar (Assistant Curate) an der All Saints’ Cathedral in Nairobi.
2000 wurde er Generalsekretär (General Secretary) der Church Mission Society (CMS); gleichzeitig war er als Pfarrer (Associate Priest) in den Pfarrgemeinden von Ruscombe und Twyford, Grafschaft Berkshire, in der Nähe von Reading tätig. Unter Dakins Leitung wurde die Church Mission Society 2008 von der Church of England offiziell als Missionsgesellschaft anerkannt; weiterhin entstanden Missionsgesellschaften der Church Mission Society in Afrika und Asien.
Seit 2001 ist er Honorarkanoniker (Honorary Canon Theologian) an der Kathedrale von Coventry; sein besonderes Interesse dort gilt der Missionstheologie. Seit 2009 ist er auch Generalsekretär der South American Mission Society.
Tim Dakin ist gewähltes Mitglied der Generalsynode der Church of England; er vertritt dort die Diözese von Oxford.
Im September 2011 wurde seine Ernennung zum Bischof von Winchester als Nachfolger von Michael Scott-Joynt offiziell bekanntgegeben.
Am 25. Januar 2012 wurde Dakin in der St Paul’s Cathedral in London von Rowan Williams, dem Erzbischof von Canterbury zum Bischof geweiht. Am 21. April 2012 wurde er mit einem feierlichen Gottesdienst in der Kathedrale von Winchester in sein Amt eingeführt. Im Juli 2021 erklärte Dakin seinen Rücktritt als Bischof von Winchester. Am 6. Februar 2022 ging er als Diözesanbischof offiziell in den Ruhestand.

## Mitgliedschaft im House of Lords
Dakin gehörte von März 2012 bis Februar 2022 als Geistlicher Lord dem House of Lords an. Als Bischof von Winchester gehörte Dakin zu den Lords Spiritual, die verfassungsgemäß automatisch einen Sitz im House of Lords innehaben. Er tritt damit auch im House of Lords die Nachfolge von Michael Scott-Joynt an. Das House of Lords führte ihn seit 7. März 2012 als offizielles Mitglied.

## Privates
Dakin ist mit Sally Dakin verheiratet. Seine Frau ist Hebamme und ebenfalls ordinierte Pfarrerin. Aus der Ehe gingen eine Tochter, Anna, und ein Sohn, Johnny, hervor. Seine privaten Interessen sind Lesen, Spazierengehen, Filme und die Beschäftigung mit nicht-westlichen Glaubensformen. Seine Urlaube verbringt er gerne mit seiner Familie auf einer Farm in Kenia.